# Семья Уиллоби
«Семья Уиллоби» (англ. The Willoughbys) — полнометражный мультфильм компании Netflix, вышедший 22 апреля 2020 года по одноимённой книге.
Фильм посмотрели 37 миллионов человек. Он получил положительные отзывы за анимацию, игру, сюжет и саундтрек Марка Мазерсбо, а также за песню Кары «Я выбираю». Он получил шесть номинаций на премию Энни, в том числе за лучший анимационный фильм.

## Сюжет
В большом семействе Уиллоби растут четверо детей. Они крайне недовольны своими родителями, которые думают только о себе. Взрослые слишком заняты друг другом: они постоянно устраивают свидания, организовывают романтические ужины, ходят на прогулки, не приглашая на них детей. У юных Уиллоби есть свои мечты и планы, о которых им хочется рассказать. Но они не делают этого, поскольку считают, что эгоистичные родители просто пропустят всё мимо ушей. Однажды детки решают избавиться от взрослых и организовывают для них выдуманное кругосветное путешествие. Родители покинули дом, и всё шло просто идеально, пока в двери не постучались сотрудники органов опеки...

## Роли озвучивали
- Уилл Форте — Тим
- Майя Рудольф — Няня
- Алессия Кара — Джейн
- Терри Крюс — Капитан Меланофф
- Мартин Шорт — Папа
- Джейн Краковски — Мама
- Шон Каллен — Барнаби А и Б
- Рики Джэрвейс — Кот

### Русский дубляж
- Александр Быковский — Тим
- Мария Цветкова — Няня
- Александра Жарова — Джейн
- Давид Бродский — Капитан Меланофф
- Дмитрий Стрелков — Папа
- Лидия Мельникова — Мама
- Андрей Зайцев — Барнаби А и Б
- Антон Денисов — Кот